# Enid Yandell
Enid Yandell, född 6 oktober 1869 i Louisville i Kentucky, död 12 juni 1934 i Boston i Massachusetts, var en amerikansk konstnär. 
Hon var skulptör och är främst känd för sina porträttbyster och skulpterade offentliga monument. 